# (502) Sigune
(502) Sigune est un astéroïde de la ceinture principale.

## Description
(502) Sigune est un astéroïde de la ceinture principale découvert par Max Wolf le 19 janvier 1903 à Heidelberg.

## Nom
L'astéroïde est nommé en référence à Sigune, personnage du roman Auch Einer (de) (1879) de l'écrivain allemand Friedrich Theodor Vischer (1807-1887).